# Бьянкани, Руджеро
Руджеро Бьянкани (итал. Ruggero Biancani; 25 января 1915, Сан-Джованни-ин-Персичето, Эмилия-Романья — 6 февраля 1993, Сан-Ладзаро-ди-Савена, Эмилия-Романья) — итальянский легкоатлет, выступавший в метании диска и толкании ядра. Участник летних Олимпийских игр 1936 года.

## Биография
Руджеро Бьянкани родился 25 января 1915 года в итальянской коммуне Сан-Джованни-ин-Персичето.
Выступал в легкоатлетических соревнованиях за «Виртус» из Болоньи. Дважды становился чемпионом Италии — в 1935 году в метании диска с результатом 44,07 метра, в 1937 году в толкании ядра (13,62).
В 1936 году вошёл в состав сборной Италии на летних Олимпийских играх в Берлине. В метании диска не смог преодолеть квалификацию.
Умер 6 февраля 1993 года в итальянской коммуне Сан-Ладзаро-ди-Савена.

## Личный рекорд
- Метание диска — 49,28 (18 мая 1941, Болонья)[4]